# 資源詛咒
資源詛咒（英語：Resource curse）是一種經濟學術語，又稱作「富足的矛盾」（Paradox of plenty），指的是國家擁有大量的某種不可再生的天然資源，卻反而形成工業化低落、產業難以轉型、過度依賴單一經濟結構的窘境。俄羅斯與委內瑞拉即是典型的「石油詛咒」例子，這兩個國家長期以石油賺取大量外匯，以此提昇國內經濟成長，但除了開採業外，其他領域的發展都停滯不前，這種國家常有以下特徵：天然資源豐富、經濟自由度低、清廉程度低、寡頭政治、資源開採以外的行業發展程度低、為爭奪開採權政治腐敗、土地開發過度等等。

## 理论
1993年，理查德·奥蒂（Richard Auty）在《矿物经济的可持续发展：资源诅咒》（Sustaining Development in Mineral Economies: Resource Curse）一书中首次提出该概念，指出资源丰富的国家和地区非但没能实现经济繁荣，反而出现了经济发展速度和水平长期低下、收入分配极不平等、人力资本投资严重不足、腐败和寻租活动盛行、内战频繁等一系列不利于经济増长的现象。

## 俄羅斯經濟危機
2014年俄羅斯爆發了經濟危機，很大程度即是「資源詛咒」的結果。自弗拉基米尔·普京掌權以來，靠著國際油價大漲賺取了大量外匯，提昇經濟成長與國際地位，卻將資金大量投入於對經濟發展助益甚微的軍備上，在歐美國家因烏克蘭問題而對俄進行經濟制裁後，又因美國在油頁岩技術上大有突破，國際油價暴跌，向來以出口原油為中心的俄國經濟即因此重創，盧布幣值由2014年約USD$1兌換RUB$30，貶至2022年約USD$1兌換RUB$60，貶值約一倍。